# Гандловка
Га́ндловка (словац. Handlovka) — река в центральной Словакии, в районе Прьевидза (Тренчинский край) и бассейне Дуная.

## География
Река истекает с северной стороны Втачника в сторону Кремницких гор. Высота истока — 770 м над уровнем моря. Сначала её русло направлено на север, а далее сворачивает на запад и разделяет массивы Втачник и Жьяр. Гандловка протекает через город Гандлова, затем через Прьевидзу, где впадает в реку Нитру.
Гандловка является левым притоком Нитры и имеет протяжённость 32 км с площадью водосборного бассейна 178,3 км². Гандловка является 4-й по востребованности, а средний водосбор для лесоразведения составляет 40 %. Первоначальным названием реки (до середины XIX века) было Прьевидза.
11 декабря 1960 года на южном берегу Гандловки начался оползень, который продолжался до 30 мая 1961 г. Этот оползень известен как дрейф русла реки на отрезке до 10 метров.